# بريسين
بريسين (بالإنجليزية: Brisen)‏ هو أحد جبال سلسلة جبال الألب أوري وجزء من القمة الأم هوه بريسين يقع في كانتون نيدفالدن وكانتون أوري، سويسرا. يبلغ ارتفاع الجبل حوالي 2404 متر، بينما يبلغ ارتفاع نتوء الجبل 72 متر.